# Клинтон (Вашингтон)
Клинтон (енгл. Clinton) насељено је место без административног статуса у америчкој савезној држави Вашингтон.

## Демографија
По попису из 2010. године број становника је 928, што је 60 (6,9%) становника више него 2000. године.
| Група             | 2000.       | 2010.       |
| Белци             | 798 (91,9%) | 841 (90,6%) |
| Афроамериканци    | 9 (1,0%)    | 9 (1,0%)    |
| Азијати           | 19 (2,2%)   | 15 (1,6%)   |
| Хиспаноамериканци | 9 (1,0%)    | 35 (3,8%)   |
| Укупно            | 868         | 928         |